# Metropolitana di Kiev
La metropolitana di Kiev (nome ufficiale in ucraino Ки́ївський метрополіте́н?, Kyïvs'kyj metropoliten; in russo Киевское метро?, Kievskoe metro) è il principale mezzo di trasporto pubblico di Kiev, capitale dell'Ucraina. È stata la prima rete metropolitana in Ucraina e la terza nell'ex URSS dopo quelle di Mosca e di Leningrado (oggi San Pietroburgo). La rete muove giornalmente circa 1,5 milioni di passeggeri (12/2011), corrispondenti al 42,5% degli utenti di mezzi pubblici della città. Nel 2010 il numero totale di viaggiatori superò i 504 milioni. La stazione più profonda al mondo, Arsenal'na, si trova a 105,5 metri e fa parte di questa rete metropolitana.
La metropolitana è proprietà di una società comunale, fondata nel 1990 con il nome di "Kyïvs'kyj Metropoliten" (Київський метрополітен). La compagnia ha qualche decina di migliaia di dipendenti. Su tutte le stazioni c'è la copertura dei seguenti operatori mobili: MTS, Kyivstar, life:) e BeeLine.

## Storia
La storia del sistema di trasporto rapido di Kiev ha origine dal 1916, quando gli uomini d'affari delle corporazioni russo-americane tentarono di raccogliere fondi per sponsorizzare la costruzione di una metropolitana a Kiev, che era già stata la città pioniera dei sistemi di trasporto rapido della Russia imperiale, in quanto era già stato aperto proprio a Kiev il primo sistema tranviario russo. Dopo la caduta del governo zarista, l'atamano Skoropads'kyj divenne molto interessato alla costruzione della rete, ma dopo il crollo dell'etmanato nell'autunno del 1918, l'Ucraina si trovò nel caos della guerra civile e il progetto fu accantonato.
A seguito della vittoria bolscevica nella guerra civile russa, Kiev passò allo status di città provinciale e non furono approvate proposte su larga scala per il miglioramento della città. Due decenni dopo, la situazione cambiò quando, nel 1934, la capitale della RSS Ucraina fu spostata da Charkiv a Kiev. Nel 1936 il Presidio del Soviet Municipale di Kiev analizzò il primo rapporto per l'Istituto Moscovita di Ingegneria dei Trasporti, che proponeva la costruzione di un sistema metropolitano per la nuova capitale. Furono allocati fondi per lo sviluppo del piano, che fu però abbandonato quando, nel 1938, i preparativi per la seconda guerra mondiale divennero prioritari.
A seguito della terribile distruzione inferta alla città durante la guerra, fu attuata una grande opera di ricostruzione per la terza città maggiore dell'URSS. A quell'epoca, la metropolitana era ancora in progetto e la costruzione iniziò nell'agosto 1949. Undici anni dopo, aprirono i primi 5,2 km della rete da Vokzal'na a Dnipro.

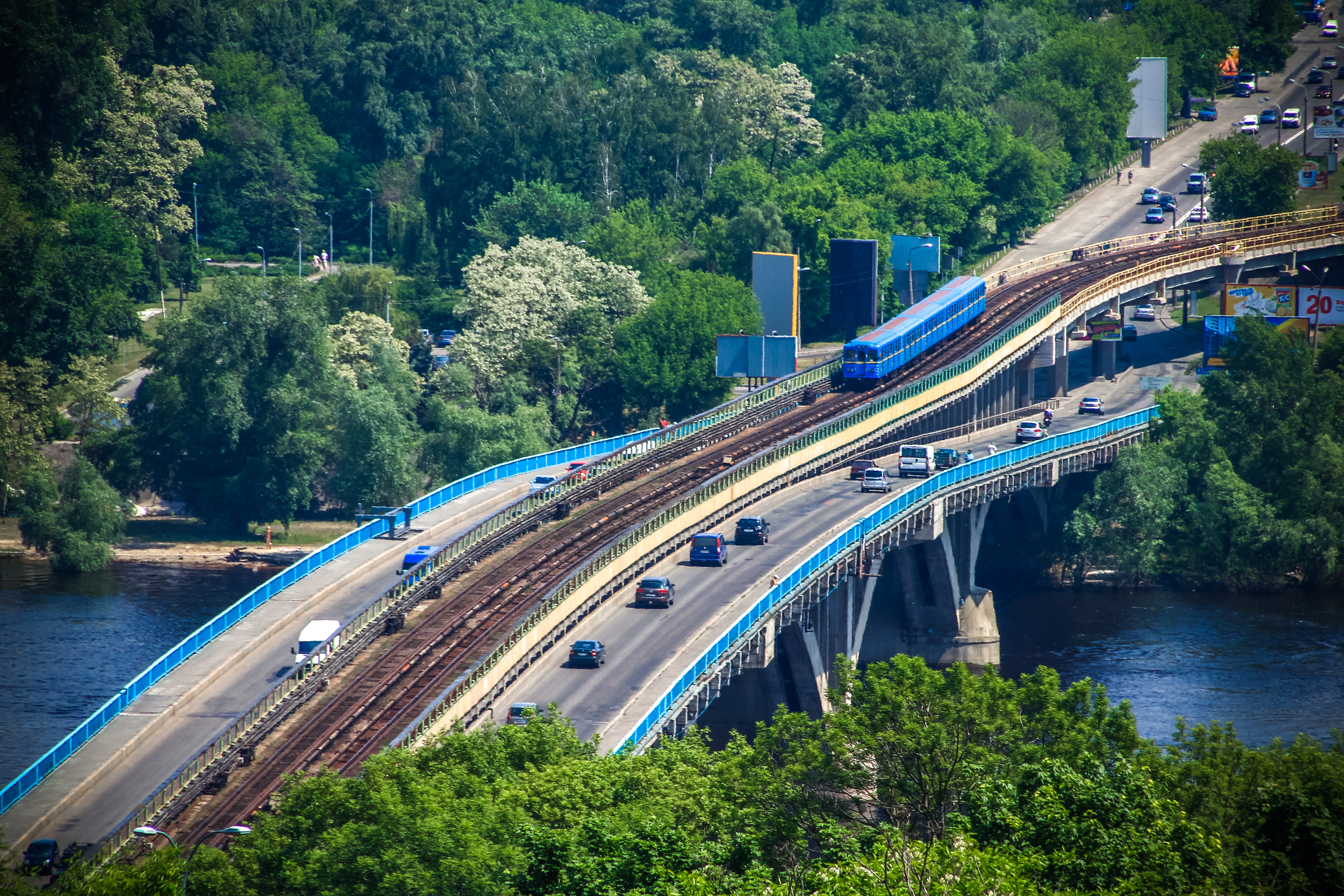
Tratto in superficie

Le cinque stazioni formavano la parte centrale dell'attuale linea Svjatošyns'ko-Brovars'ka, che percorre la città da ovest a est. La linea attraversò il fiume Dnepr nel 1965 tramite il ponte della metropolitana appositamente costruito, e si diresse ad est verso le aree residenziali costruite sulla riva sinistra del fiume, con estensioni successive nel 1968 e 1971. Allo stesso tempo, si allungò verso le aree residenziali occidentali di Kiev, verso Svjatošyn e Bilyči in tre momenti, nel 1963, 1971 e 2003.
La costruzione della seconda linea ebbe inizio all'inizio degli anni settanta, e le prime tre stazioni furono aperte nel 1976. Quella che divenne poi la linea Obolons'ko-Teremkivs'ka continuò ad estendersi: in due tranche, nel 1980 e nel 1982, raggiunse Obolon', e poi il maggiore quartiere residenziale, a nord di Kiev. Allo stesso tempo, continuò la costruzione verso sud-ovest, con nuove stazioni aggiunte nel 1981 e 1984.
La costruzione della terza linea, la linea Syrec'ko-Pečers'ka, iniziò nel 1981, e le prime tre stazioni aprirono nel 1989 nel centro di Kiev. Seguendo un asse nordest-sudovest, nel 1991 la linea proseguì fino alla riva sinistra del Dnepr e nel 1992 attraversò il fiume e continuò nelle aree residenziali di Poznjaky e Charkivs'kyj, raggiunte nel 1994. Verso la fine degli anni novanta, iniziò la costruzione per l'espansione verso il vecchio quartiere Syrec, con stazioni che aprirono nel 1996, 2000 e 2004. Inoltre, alcune delle stazioni intermedie furono deliberatamente lasciate incomplete e furono completate in seguito: Pečers'ka (aperta nel 1997) e Vyrlycia (nel 2006).

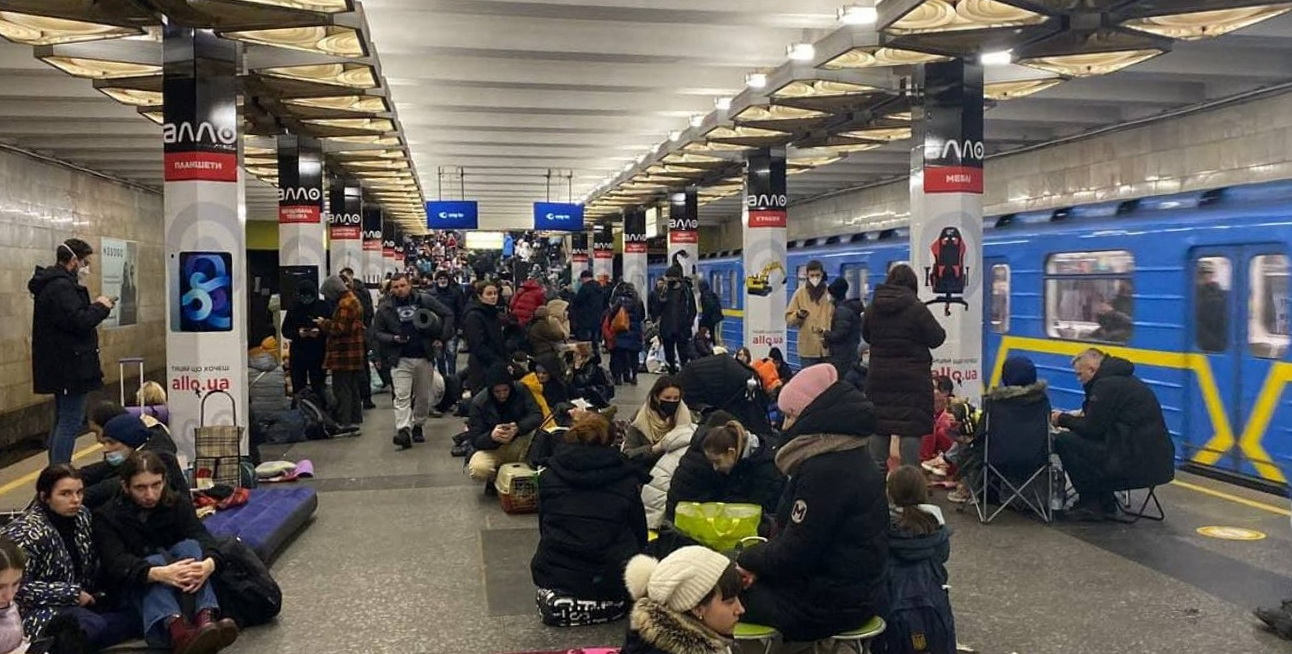
La popolazione civile di Kiev si rifugia nella metropolitana cittadina per sfuggire ai bombardamenti russi, marzo 2022.

In seguito all'invasione russa dell'Ucraina del 2022, la rete metropolitana viene usata quotidianamente dai civili kieviti come rifugio antiaereo e antimissile. Difatti molte metropolitane dell'ex Unione Sovietica venivano costruite col doppio scopo di rifugio antiatomico in caso di guerra nucleare.

## Linee
| Linea  | Linea                                              | Apertura       | Stazioni       | Lunghezza      | Percorrenza    |
| ------ | -------------------------------------------------- | -------------- | -------------- | -------------- | -------------- |
| 1      | Svjatošyns'ko-Brovars'ka (Святошинсько-Броварська) | 1960           | 18             | 22,8 km        | 38 min.        |
| 2      | Obolons'ko-Teremkivs'ka (Оболонсько-Теремківська)  | 1976           | 16             | 18,48 km       | 30 min.        |
| 3      | Syrec'ko-Pečers'ka (Сирецько-Печерська)            | 1989           | 16             | 22,8 km        | 38 min.        |
| 4      | Podils'ko-Vyhurivs'ka (Подільсько-Вигурівська)     | in costruzione | in costruzione | in costruzione | in costruzione |
| Totale | Totale                                             | Totale         | 50             | 65,18 km       |                |

Evoluzione della metropolitana di Kiev

Nelle ore di punta le stazioni più affollate della rete sono dotate di personale aggiuntivo, con la funzione di "spingere" i passeggeri all'interno della carrozza: per distinguerli dagli utenti della metropolitana, i funzionari sono forniti di una casacca arancione e un cappellino nero.

## Caratteristiche
La rete metropolitana segue il classico modello sovietico a tre linee disposte a forma di triangolo, con sei rami che si intersecano presso il centro cittadino, dove le stazioni sono costruite molto in profondità con funzioni anche di rifugio antiatomico e antiaereo.
I tunnel sono doppi, uno per ogni senso di marcia dei convogli e molte stazioni sono abbellite da statue e monumenti. Nelle stazioni sono sempre presenti dei sorveglianti.
Attualmente, la rete conta 50 stazioni, delle quali circa la metà sono ad elevata profondità, mentre il resto è appena sotto la superficie. Quelle in profondità, comprendono 20 stazioni, di cui 15 sono state costruite col modello a piloni, 3 sono a colonne e 2 con le colonne adiacenti al muro. Delle 21 stazioni sotto la superficie, 12 sono a tre arcate sostenute da pilastri, due sono composte da due arcate con banchine ai lati della stazione, 6 sono del modello a singola volta e una è costruita asimmetricamente con tre arcate a doppio livello. Inoltre, sei stazioni sono in superficie: 4 a livello del suolo e due in sopraelevata. Gran parte delle stazioni ha grandi ingressi, alcuni in superficie, mentre altri sotterranei intercollegati tramite sottopassaggi. Recentemente, l'accesso per i disabili è divenuto un problema molto trattato, e tutte le nuove stazioni sono state costruite con le necessarie infrastrutture.
Effettuano il servizio 664 carrozze che formano 131 treni, che viaggiano sui 65,18 km della rete che trasporta circa 1,38 milioni di passeggeri ogni giorno dalle 6:00 alle 24:00, orario di apertura della metropolitana. Tutti i treni sono ricoverati nottetempo in tre depositi.

### Prezzi dei biglietti
Prima del 4 novembre 2008, il prezzo era di 0,5 grivnie, ma da quella data il prezzo è stato quadruplicato, per arrivare a 8 grivnie (circa € 0,27 - marzo 2020); Il prezzo della corsa è lo stesso a prescindere dalla destinazione, ed è possibile utilizzarlo per raggiungere qualunque stazione senza uscire dalla metropolitana. Per i tornelli, vengono utilizzati gettoni in plastica; i gettoni possono essere acquistati presso le biglietterie delle stazioni o alle macchinette automatiche, che cambiano banconote da 5 e 10 grivnie in gettoni.
Dal 2020 il sistema dei gettoni è stato definitivamente sostituito da scontrini e carte magnetiche.
L'abbonamento mensile alla metropolitana è in formato magnetico, e vi sono tornelli appositi per la lettura delle schede degli abbonamenti; questa tecnologia non è stata ancora tuttavia perfezionata, e possono essere necessari diversi passaggi della tessera sul lettore prima di poter essere letta; questo sistema, tuttavia, sostituirà completamente i gettoni nel futuro. Gli abbonamenti più vecchi, come quelli di coloro che godono dei benefici statali per il trasporto gratuito (ad esempio i pensionati), passano oltre i tornelli semplicemente mostrando la propria tessera senza obliterare.

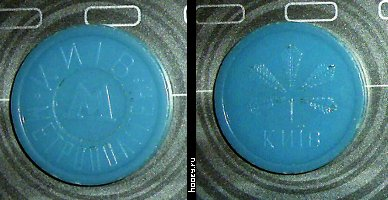
Gettoni in plastica utilizzati per i tornelli; questi, dal 2008, sostituirono i vecchi gettoni verdi.

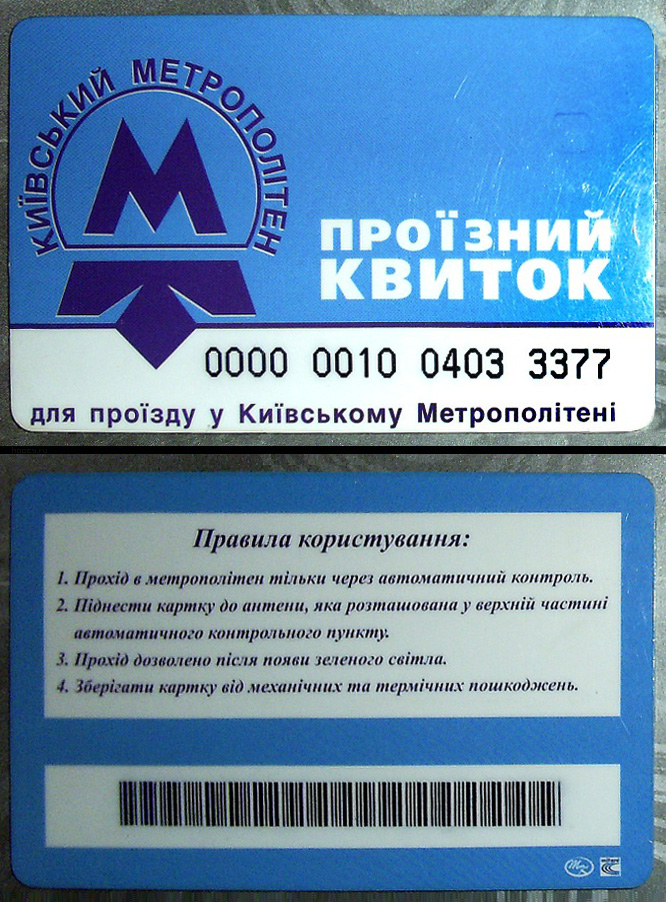
Tessere RFID

È in fase di sviluppo un nuovo sistema con tessere e lettori con tecnologia RFID. Vi sono anche proposte per stimare il prezzo dei biglietti a seconda della distanza percorsa o del tempo trascorso in metropolitana. A questo scopo, sono già stati installati nuovi tornelli presso le uscite delle stazioni. Contemporaneamente, è possibile acquistare biglietti che consentono un numero illimitato di viaggi in due settimane, un mese, un anno o pagate a seconda dei viaggi effettuati, con lo stesso prezzo dei gettoni.
In origine, il costo del viaggio era di 0,5 rubli sovietici (50 copechi), ma nel 1961, come nel resto dell'URSS, per i successivi 30 anni, il prezzo fu fissato a 5 copechi. Dal 1991, quando l'Ucraina ha sofferto gli effetti della superinflazione, il prezzo è gradualmente cresciuto dal 1996 fino a 30.000 karbovanec', cioè circa 500.000 volte il prezzo iniziale. Dopo il cambio di denominazione del 1996, 30.000 karbovanec' divennero 0,3 grivnie (30 copechi), e da allora, il prezzo è cresciuto più volte: nel 2000, quando è stato portato a 50 copechi (0,5 grivnie); nel 2008, quando ha raggiunto le 2 grivnie; nel 2012, quando ha raggiunto le 4 grivnie; nel 2017, portato a 5 grivnie; e nel 2018, quando è stato portato a 8 grivnie. Formalmente, il prezzo è stabilito dall'Amministrazione Comunale di Kiev, soggetta ad approvazione del governo nazionale.